# Dubina (Libá)
Dubina (německy Eichelberg) je zaniklá vesnice na území obce Libá, v k. ú. Dubina v okrese Cheb v Karlovarském kraji.
Dubina je také název katastrálního území o rozloze 1,59 km².

## Historie
První písemná zmínka o osadě pochází z roku 1572, vesnice však byla nejspíš založena již koncem roku 1400. V roce 1845 byla vesnice majetkem panství v Libé a patřily k ní dva mlýny, drátovna a lisovna oleje. Ves však byla především zemědělská, až v 19. století se přidalo tkalcovství a rukavičkářství. Roku 1850 se stala Dubina samostatnou obcí s osadami Dobrošov, Hůrka a Lužná. V roce 1922 bylo území Lužné z větší části přičleněno k obci Krapice. 
Po druhé světové válce postihl vesnici odsun německého obyvatelstva a po válce došlo jen k částečnému dosídlení a roku 1947 byla vesnice přejmenována na Roubenou. V roce 1948 zde bylo založeno strojní zemědělské družstvo a vesnice dostala nový úřední název Dubina.
Na podzim 1950 se území vesnice octlo v hraničním pásmu a vesnice byla úředně zrušena. Následovala systematická likvidace.
Od roku 1951 zde byla dislokovaná 16. rota Dubina pohraničního útvaru 3. praporu Cheb, brigády Cheb. Koncem 70. let zde byl postaven nový areál kasáren pohraniční stráže, po sametové revoluci přestavěný na školu v přírodě.
Po pádu železné opony v roce 1989 byl mezi zaniklou Dubinou a německou osadou Hammermühle zřízen hraniční přechod pro pěší.

## Přírodní poměry
Území leží v přírodním parku Smrčiny v geomorfologickém podcelku Hazlovská pahorkatina geomorfologického celku Smrčiny.
Horninové podloží tvoří prvohorní žuly krystalinika saxothuringika.
Územím protéká Libský potok, který se zde při státní hranici vlévá do Ohře. Vlastní řeka Ohře se zde však nachází na německé straně hranice.
Ve svahu nad levým břehem řeky Ohře byla v roce 1990 vyhlášena přírodní rezervace Stráň u Dubiny.

## Obyvatelstvo
Při sčítání lidu v roce 1921 zde žilo 411 obyvatel, z toho 402 německé národnosti a devět cizozemců. K římskokatolické církvi se hlásilo 405 obyvatel, k evangelické šest obyvatel.
| Rok            | 1869 | 1880 | 1890 | 1900 | 1910 | 1921 | 1930 | 1950 | 1961 | 1970 | 1980 | 1991 | 2001 | 2011 |
| -------------- | ---- | ---- | ---- | ---- | ---- | ---- | ---- | ---- | ---- | ---- | ---- | ---- | ---- | ---- |
| Počet obyvatel | 504  | 503  | 466  | 485  | 449  | 411  | 420  | 20   | —    | —    | —    | —    | —    | —    |
| Počet domů     | 53   | 59   | 59   | 62   | 63   | 63   | 72   | 72   | —    | —    | —    | —    | —    | —    |

## Obecní správa
V letech 1850–1950 k obci patřila Hůrka.